# M8 Buford
Pour les articles homonymes, voir M8.
Aussi connu sous le nom de M8 « Buford », le M8 Armored Gun System (M8 AGS) était un char léger conçu pour remplacer le M551 Sheridan. Son développement a finalement été abandonné en 1996 au profit d'un engin sur roues, le Stryker Mobile Gun System.

## Origines
À partir des années 1980, l'armée américaine envisage de remplacer ses chars légers M551 Sheridan, dont les performances durant la guerre du Viêt Nam et lors de l'invasion du Panama ont été assez controversées.
Un appel d'offres est lancé auprès des constructeurs sous le nom d'Armored Gun System ; son principal utilisateur serait la 82e division aéroportée.

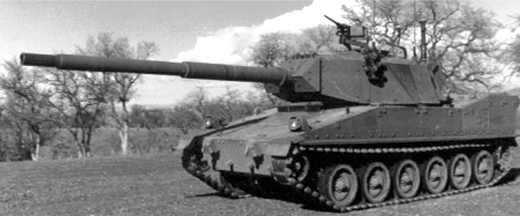
Une des six préproductions du XM-8

Trois engins sont retenus : le char léger Stingray, un char assez conventionnel produit par Cadillac Gage et utilisé par l'armée royale thaïlandaise, l'Expeditionary tank de chez Teledyne utilisant une tourelle téléopérée mue par deux hommes et enfin le Close combat Vehicle Light (véhicule léger de combat rapproché) de la FMC Corporation, de conception assez similaire au Stingray outre le chargeur automatique pour le canon de 105 mm.
Le Close combat Vehicle Light de la FMC Corporation fut retenu en 1992 et reçut la désignation de XM8 Buford ; il allait subir jusqu'en 1997 une batterie de tests qui allait l'emmener en Europe, au Moyen-Orient et en Asie.

## Caractéristiques

### Armement

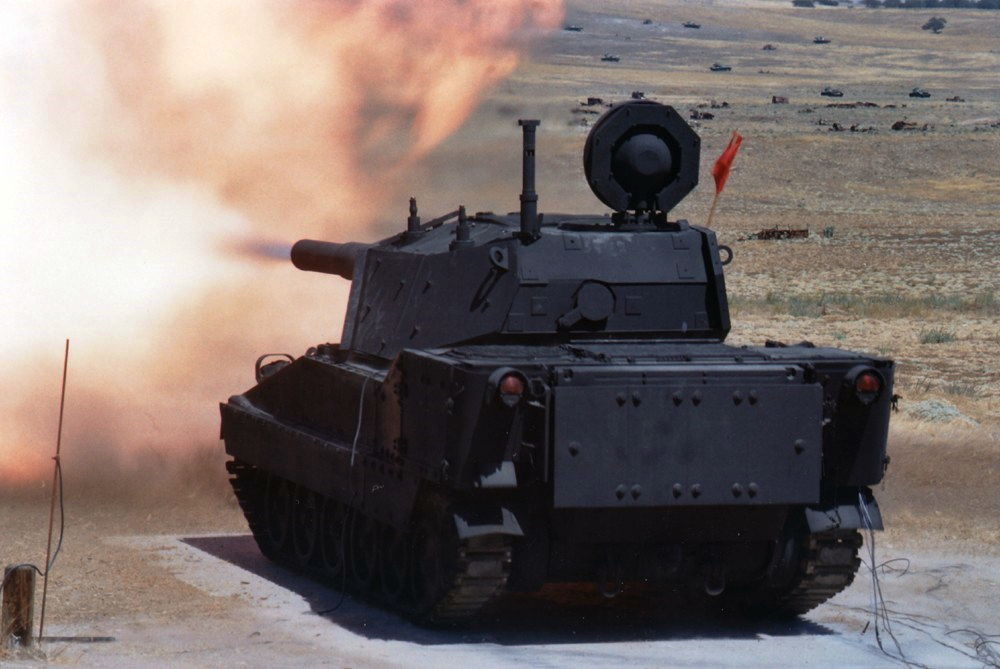
Essai du canon de 120 mm c. 2004 en Californie.

L'armement principal est constitué d'un canon de 105 mm XM-35 entièrement stabilisé sur les deux plans. Le pointage vertical du canon (minimum -10° / maximum 20°) ainsi que la rotation de la tourelle sur 360° sont hydrauliques ; en cas de panne, ils sont effectués manuellement grâce à un volant.
Le canon XM35 peut tirer tous les obus OTAN d'un calibre de 105 mm à une cadence de 12 coups par minute, avec une portée pratique supérieure à 1 800 m. Cette arme est reprise dans les années 2020 pour le M10 Booker.
Le système de conduite de tir digital est fabriqué par Computing Devices Canada Ltd : il s'agit d'une version modifiée de celui utilisé par le char britannique Challenger 2.

Toujours par souci d'interopérabilité et de limitation des coûts, le télémètre laser et la sonde aérologique sont du même modèle que ceux du M1 Abrams, de même que les commandes du tireur et du chef de char, identiques à celles du M2 Bradley.

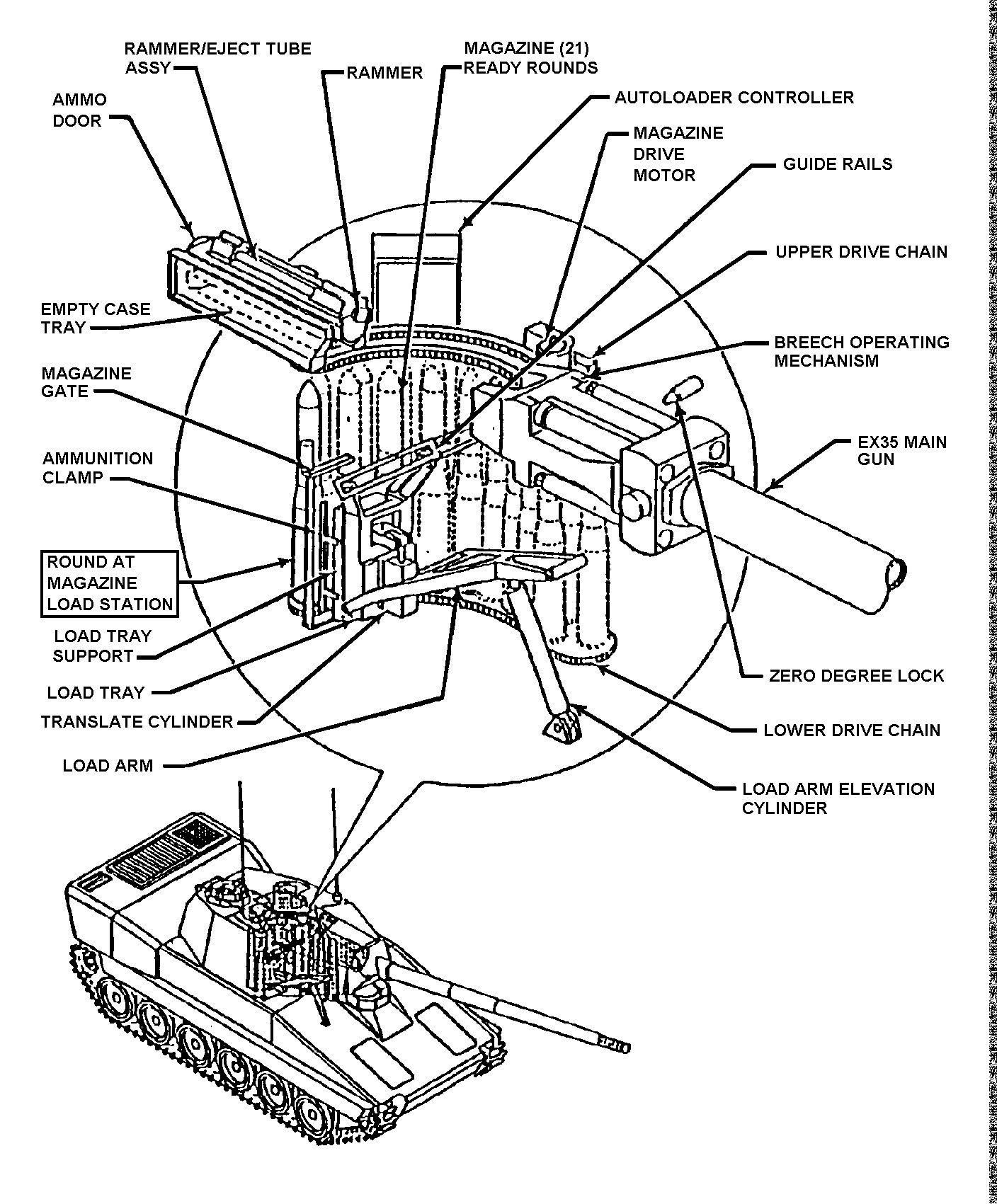
Schéma du système de chargement automatique.

La partie gauche de la tourelle possède un compartiment blindé abritant un chargeur automatique à chaîne : les 21 obus sont placés verticalement dans le convoyeur, une civière amène chaque obus à la culasse et éjecte les étuis vides par une trappe cylindrique à l'arrière de la tourelle, qui sert aussi à charger les munitions. L'entretien du chargeur automatique se fait via une trappe de visite installée dans le toit ; celle-ci sert aussi de panneau antisouffle, évacuant la déflagration en cas d'explosion des munitions.
L'armement secondaire est constitué d'une mitrailleuse coaxiale M240C de 7,62 mm alimentée par 4 500 coups et d'une mitrailleuse lourde Browning M2 approvisionnée en raison de 210 coups, montée sur une rotule pivotante juste devant la coupole du chef de char.
La Browning M2 peut être éventuellement remplacée par un lance-grenades automatique de 40 mm Mk 19.

Plusieurs types de lance-grenades fumigènes à déclenchement électrique peuvent être montés à l'avant gauche et droit de la tourelle.

### Protection
Le M8 Buford a été conçu dans une optique de protection modulaire, lui permettant de s'adapter à différents types de conflits tout en facilitant son transport et sa maintenance.

Il est construit sur la base d'une coque en alliage d'acier et d'aluminium lui fournissant une protection contre les balles perforantes de 14,5 mm. Le toit est conçu pour résister aux fragments générés par l'explosion à 20 m d'un obus d'artillerie de 155 mm.
Le degré de protection peut être augmenté pour résister aux obus perforants de 30 mm à l'aide de plaques en titane renforcées de céramique boulonnées sur la tourelle et la coque, augmentant le poids de l'engin de à 19,25 à 22,25 tonnes. Quoique toujours aérotransportable par C-130, le M8 n'est alors plus aérolargable.
Pour lutter contre les armes antichars telles que les RPG, le Buford peut aussi recevoir un blindage réactif explosif sur la tourelle, le glacis et les flancs de la caisse : sa masse atteignant 24,75 tonnes, il doit alors être aérotransporté par un C-17.

### Motorisation
Le Buford est propulsé par un moteur Diesel à six cylindres, un Detroit Diesel Model 6V-92TA développant 550 chevaux à 2 400 tr/min lorsqu'il est alimenté avec du kérosène (580 chevaux avec du diesel). Ce moteur partage 65 % de ses pièces avec le moteur du camion HEMTT, la bête de somme de l'US Army.
Il est couplé à une transmission automatique à commande hydrostatique General Dynamics HMPT-500-3EC utilisée précédemment sur le véhicule de combat d'infanterie M2 Bradley.
L'accès au compartiment moteur est très aisé en cas de réparation ou de changement du groupe moto-propulsif : il se fait par l'ouverture à l'arrière d'un panneau mû hydrauliquement ; le groupe moto-propulsif est monté sur un cadre qui coulisse vers l'extérieur à l'aide d'une manivelle.

## Abandon du programme

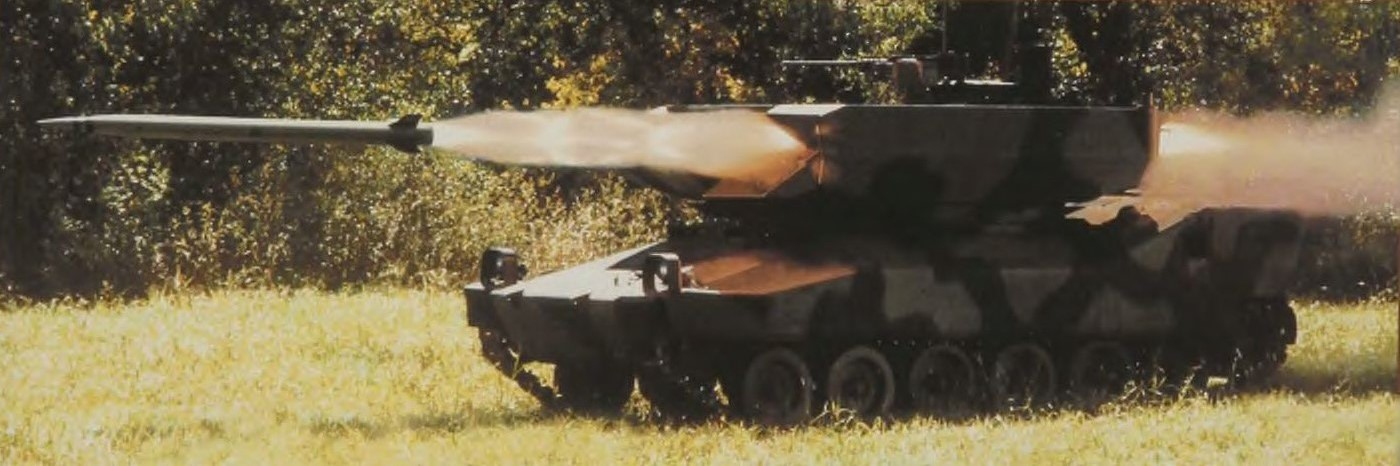
Tir d'un LOSAT depuis le châssis d'un M8.

Un exemplaire a été transformé pour le programme de missile antichar hypersonique MGM-166A LOSAT qui a été abandonné en 2004.
BAE l'a proposé pour le programme de char léger Mobile Protected Firepower (en) lancé en 2017, mais il a été disqualifié en mars 2022. Le General Dynamics Griffin (en) II remportant ce programme et, livrés à partir de 2024 sous le nom de M10 Booker.

## Culture populaire
- Le M8 Buford apparaît avec le M2 Bradley dans l'anime japonais Gasaraki au cours duquel ils prennent part à un affrontement dans un désert du Moyen-Orient contre des blindés bipèdes extrêmement sophistiqués.
- Dans le jeu vidéo Wargame: European Escalation sorti en 2012, le M8 AGS est un char léger de cavalerie utilisé par l'OTAN.
- Il apparaît dans le film L'Agence tous risques sorti en 2010 : dans une scène, le char est parachuté depuis un C-130 malgré son poids dû à blindage réactif ; durant sa descente, le char est attaqué par des MQ-9 Reaper.
- Dans le jeu vidéo Armored Warfare en bêta ouverte depuis 2015, le XM8 Buford est un char léger disponible au tier 8 et sous un modèle amélioré M8 Thunderbolt au tier 9.
- Il apparaît également dans le jeu vidéo War Thunder lors de la mise à jour "Ixwa Strike" en tant que récompense de l'évènement de construction "Technologie du futur". Il est disponible dans le marché en tant que char de rang VI à la côte de bataille 9.3 quel que soit le mode.